# Negros Tou Moria
Negros Tou Moria (griechisch Νέγρος του Μοριά; * 1991 in Ambelokipi, Athen) ist ein griechischer Rap-Künstler.

## Leben und Werk
Negros Tou Moria wurde als Sohn ghanaischer Eltern in Griechenland geboren, besitzt die griechische Staatsbürgerschaft jedoch nicht (Stand 2025). Sein Geburtsname ist Kevin Zans Ansong. 
Er ist Mitglied des griechischen Musikerkollektivs 307 Squad. Diese Musiker mit unterschiedlicher ethnischer Herkunft (äthiopisch, albanisch, georgisch und französisch) leben in Griechenland und erneuern den griechischen Rap, indem sie musikalische Einflüsse aus ihren Ländern integrieren. Negros Tou Moria entwickelt den Rembetiko weiter, verbindet ihn mit dem Trap zum „Trabetiko“ und kombiniert ihn mit seinen eigenen Texten.
Mit Black Odyssey war Negros Tou Moria 2017 auf der documenta 14 vertreten.

## Diskografie

### Alben
- 2012: U Swak
- 2016: Des to O.M.A.
- 2016: #Mpesa (Kofi O Ataktos)
- 2018: Υ.Γ.Ε.Ι.Α.
- 2019: Kompilation
- 2023: Thrasos
- 2025: Mavri Ellada

### EPs
- 2024: To Thrasitato